# Mesmerize
Mesmerize è un brano musicale del rapper statunitense Ja Rule, pubblicato come secondo singolo estratto dall'album The Last Temptation e pubblicato nel 2002. Il singolo, in cui figura la partecipazione di Ashanti, è arrivato alla seconda posizione della classifica Billboard Hot 100.

## Tracce
CD Single pt. 1
1. Mesmerize
2. Between Me And You (feat. Christina Milian)
3. Mesmerize - Instrumental
4. Mesmerize - Video

CD Single pt. 2
1. Mesmerize - Radio Edit
2. Mesmerize - Album Version
3. Pop Niggas - Album Version
4. Mesmerize - Video

## Classifiche
| Classifica (2002–2003)               | Posizione più alta |
| ------------------------------------ | ------------------ |
| Australia                            | 5                  |
| Belgio (Fiandre)                     | 8                  |
| Belgio (Wallonia)                    | 6                  |
| Paesi Bassi                          | 33                 |
| Francia                              | 66                 |
| Nuova Zelanda                        | 3                  |
| Svizzera                             | 79                 |
| Regno Unito                          | 12                 |
| U.S. Billboard Hot 100               | 2                  |
| U.S. Billboard Hot R&B/Hip-Hop Songs | 5                  |
| U.S. Billboard Hot Rap Tracks        | 2                  |